# Paris-Roubaix de 1944
A 43.ª edição da Paris-Roubaix teve lugar a 9 de abril de 1944 e foi vencida pelo belga Maurice Desimpelaere.

## Classificação final
| Posição | Ciclista             | Equipa           | Tempo      |
| ------- | -------------------- | ---------------- | ---------- |
| 1       | Maurice Desimpelaere | Alcyon           | 6h 09' 57" |
| 2       | Jules Rossi          | -                | m. t.      |
| 3       | Louis Thiétard       | Metropole-Dunlop | m. t.      |
| 4       | Raymond Goussot      | -                | m. t.      |
| 5       | Georges Claes        | Trialoux-Wolber  | m. t.      |
| 6       | Emiel Faignaert      | Michard          | m. t.      |
| 7       | Alvaro Giorgetti     | -                | m. t.      |
| 8       | Amedee Rolland       | -                | m. t.      |
| 9       | Manuel Huguet        | -                | m. t.      |
| 10      | Lucien Vlaemynck     | Alcyon           | m. t.      |